# Mineral Ridge
Mineral Ridge és una concentració de població designada pel cens dels Estats Units a l'estat d'Ohio. Segons el cens del 2000 tenia 3.900 habitants.

## Demografia
Segons el cens del 2000, Mineral Ridge tenia 3.900 habitants, 1.377 habitatges, i 995 famílies. La densitat de població era de 456,3 habitants per km².
Dels 1.377 habitatges en un 36% hi vivien nens de menys de 18 anys, en un 56,8% hi vivien parelles casades, en un 12,5% dones solteres, i en un 27,7% no eren unitats familiars. En el 24,1% dels habitatges hi vivien persones soles el 7% de les quals corresponia a persones de 65 anys o més que vivien soles. El nombre mitjà de persones vivint en cada habitatge era de 2,61 i el nombre mitjà de persones que vivien en cada família era de 3,12.
Per edats la població es repartia de la següent manera: un 24,5% tenia menys de 18 anys, un 7,9% entre 18 i 24, un 28,4% entre 25 i 44, un 25% de 45 a 60 i un 14,2% 65 anys o més.
L'edat mediana era de 38 anys. Per cada 100 dones de 18 o més anys hi havia 88 homes.
La renda mediana per habitatge era de 45.689 $ i la renda mediana per família de 51.538 $. Els homes tenien una renda mediana de 41.556 $ mentre que les dones 25.833 $. La renda per capita de la població era de 19.111 $. Aproximadament el 6,7% de les famílies i el 9,2% de la població estaven per davall del llindar de pobresa.

## Poblacions més properes
El següent diagrama mostra les poblacions més properes.